# المملكة المتحدة في الحرب السوفيتية الأفغانية
انخرطت المملكة المتحدة في الحرب السوفيتية الأفغانية انخراطًا ديناميكيًا، فبالرغم من أنها لم تكن دولة متحاربة رسميًا في النزاع، فقد لعبت دورًا سريًا بارزًا فيه. عُرفت مشاركتها هذه باسم اللعبة الكبرى الثانية، وفيها قدم البريطانيون الدعم المباشر وغير المباشر للمجاهدين الأفغان خلال قتالهم ضد الاتحاد السوفيتي، بما في ذلك تسليح وتمويل وإمداد مختلف الفصائل سرًا. كان الدعم الذي قدمه جهاز الاستخبارات البريطاني (إم آي 6) موجهًا في الأساس إلى جماعة من المجاهدين تُعرف باسم الجمعية الإسلامية، بقيادة أحمد شاه مسعود، الذي أصبح، بعد تلقيه دعمًا محدودًا من الولايات المتحدة وباكستان، الحليف الرئيسي لبريطانيا في الصراع. وفي خضم القتال الدائر في وادي بنجشير، صد مسعود ومقاتلوه، بدعم بريطاني عسكري واستخباراتي، تسع هجمات سوفيتية وصمد حتى الانسحاب السوفيتي من الوادي الحيوي في 1986. برز مسعود من بين القادة الجهاديين بكونه الأنجح والأخطر.
لعب البريطانيون أيضًا دورًا حيويًا في دعم عملية الإعصار، التي نفذتها حكومة الولايات المتحدة، والتي قدمت من خلالها الكثير من من ناحية المال والعتاد. وعلى عكس الولايات المتحدة التي كان عليها أن تمرر مخططها عبر باكستان، لعبت المملكة المتحدة دورًا قتاليًا مباشرًا أكثر في أفغانستان نفسها – استعانت تحديدًا بالقوات الخاصة المتقاعدة أو المعارة مثل قوات الخدمات الجوية الخاصة والشركات العسكرية الخاصة، من أجل دعم مجموعات المقاومة بطريقة عملية. كان تدريب المجاهدين من أكبر مساهمات بريطانيا؛ ليس في أفغانستان وباكستان فحسب، بل أيضًا في دول الخليج والمملكة المتحدة نفسها.
اقتضى دور المملكة المتحدة في الصراع، التدخل العسكري المباشر في جمهوريات آسيا الوسطى التابعة للاتحاد السوفيتي، وليس في أفغانستان فقط. وبحلول نهاية الحرب، تبين أن الدعم البريطاني للمقاومة الأفغانية كان أكبر عملية سرية نفذتها الحكومة البريطانية منذ الحرب العالمية الثانية.

## مشاركة بريطانيا
في غضون ثلاثة أسابيع من الغزو السوفيتي، كان السكرتير الخاص بمجلس الوزراء، روبرت أرمسترونغ، يتفاوض حول إمكانية توجيه المساعدات العسكرية السرية إلى المقاومة الإسلامية التي تحارب الروس. حاول وزير الخارجية بيتر كارينغتون زيارة موسكو بهدف إقناع زعيم الاتحاد السوفيتي ليونيد بريجنيف بسحب قواته من أفغانستان، لكن هذه المحاولة باءت بالفشل عندما رفض وزير الخارجية السوفيتي أندريه غروميكو عقد أي اجتماع بخصوص هذا الشأن. فأرسل أرمسترونغ مذكرة إلى تاتشر وكارينغتون و«سي» (السير كولن رئيس جهاز إم آي 6) يناقش فيها قضية الدعم العسكري بهدف «تشجيع المقاومة ودعمها». ومن ثم زار كارينغتون باكستان في 17 يناير من أجل لقاء الرئيس ضياء الحق وجال على الحدود مؤكدًا الدعم. وفي الشهر التالي، عُقد اجتماع آخر مع ممثلي ألمانيا الغربية وفرنسا والولايات المتحدة في لندن. وكان الجميع يتصورون دعم المجاهدين في بعض النواحي، ولكن دون تقديم المساعدات مباشرة ـ فقد اقترح الفرنسيون توجيه المساعدات العسكرية من خلال العراقيين، ولكن الألمان الغربيين كانوا قلقين إزاء النوايا الأميركية وخطر نشوب حرب عالمية ثالثة. وافقت فرنسا على تقديم بعض الدعم، ولكن فقط من خلال المجموعة الطبية، أطباء بلا حدود. ومن ناحية أخرى، أرادت تاتشر شن حرب سرية حتى لو كان ذلك يعني نشر القوات البريطانية في الميدان. ومع ذلك، لم يكن من الوارد تنفيذ أي عمل عسكري علني لمواجهة الاتحاد السوفييتي، ليس بسبب مخاطر التصعيد فحسب، إنما بسبب التقييدات الشديدة المفروضة على القدرات العسكرية للمملكة المتحدة في هذا الشأن. وأرادت حكومة المحافظين تركيز القوات المسلحة البريطانية على أوروبا، فضلًا عن مخاطر الصراع بين حلف شمال الأطلسي وحلف وارسو.
أجرت تاتشر محادثة مطولة مع الرئيس الأمريكي جيمي كارتر، واتفقا على تقديم القدر نفسه من المساعدة للمتمردين الأفغان. أيدت تاتشر بحماسة موقف كارتر الصارم تجاه السوفييت، لكنها لم تصل إلى حد مقاطعة دورة الألعاب الأولمبية في موسكو، كما فعلت الولايات المتحدة.
أعلنت الحكومة البريطانية موافقتها على دعم المقاومة الأفغانية، وسمحت بعد ذلك لجهاز الإم آي 6 بإجراء عمليات خلال العام الأول من الاحتلال السوفيتي. كان من المقرر أن ينسق ضباط الإم آي 6 في إسلام آباد مع وكالة المخابرات المركزية ووكالة الاستخبارات الباكستانية. وكان كارينغتون أيضًا حريصًا على عرض «مشاهد الأفغان وهم يقاتلون الشيوعيين على شاشات التلفزيون» آملًا بحرب متلفزة كحرب فيتنام.
ناقشت تاتشر خطة تقديم المساعدات العسكرية البريطانية مع وزير الخارجية الباكستاني آغا شاهي في يونيو 1980 واستقبلت ضياء الحق في زيارة رئاسية رسمية بعد أربعة أشهر. زارت تاتشر بعدها باكستان في أكتوبر 1981 والتقت بضياء الحق مجددًا خلال زيارة رئاسية رسمية. نُقلت على متن حوامة إلى مخيم ناصر باغ للاجئين، حيث يمكث 12,00 شخص بالقرب من الحدود الأفغانية. وجالت تاتشر في مخيم اللاجئين ثم أخبرت جمعًا من كبار السن الأفغان أن حكومتها ستواصل الضغط على موسكو لسحب قواتها من وطنهم. ثم ألقت كلمة أخبرتهم فيها أن قلوب العالم الحر معهم، ووعدتهم بالمساعدة. ذهبت تاتشر بعد ذلك إلى ممر خيبر لتفقد بعض الأسلحة السوفيتية المستولى عليها، وعبرت الحدود لفترة محدودة وصافحت جنديًا أفغانيًا، لتعود بعدها إلى إسلام أباد من أجل حضور مأدبة رسمية. وعلى الجانب الآخر، جاء رد الكرملين على الزيارة برمتها منتقدًا «الحالة الاستفزازية التي خلقتها تاتشر بهدف إثارة الهستيريا المناهضة للسوفييت».

### أحمد شاه مسعود
سعى جهاز الاستخبارات البريطاني لإيجاد الفصيل الذي يمكن دعمه - بعد الموافقة على برنامج العمليات، جاءت الخطوة الأولى في فبراير 1980 بعد شهرين فقط من الغزو السوفيتي، فالتقى ضباط الإم آي 6 بقيادة المشرف على الشرق الأقصى، جيري وارنر، مع زعماء القبائل في منطقة الحدود الباكستانية داخل مدرسة لتقديم المساعدة والدعم إذا لزم الأمر. ومن ثم أوكل وارنر إلى أحد الضباط مهمة العثور على قائد أفغاني مشابه لنابليون. خضعت المعلومات الصادرة عن التقارير الميدانية والاتصالات السوفيتية المعترضة للتصفية والتحليل - اعتُقد بدايةً أن مساعدة المجاهدين في ولاية هلمند كانت خيارًا ممكنًا. ومع ذلك، سرعان ما تحول الاهتمام إلى إحدى الفصائل التي تسببت، حسب رأي البريطانيين، بإلحاق الضرر بالسوفييت - الجمعية الإسلامية. وكانت واحدة من أقوى المجموعات الجهادية الأفغانية، بقيادة الزعيم السياسي برهان الدين رباني، الذي منح قيادتها العسكرية إلى أحمد شاه مسعود، قائد طاجيكي شاب في وادي بنجشير. بلغ عدد سكان هذه المنطقة حينها 150,000 نسمة، في واد خصب ضم أيضًا مواقع استراتيجية، مثل ممر سالانغ، طريق الإمداد الذي يستخدمه الجيش الأربعين السوفيتي، وتقع على بعد خمسين ميلًا فقط شمال شرق كابول. فنصب هناك رجال مسعود كمينًا للقوافل الشيوعية السوفيتية والأفغانية التي كانت تسير عبر الممر، مما سبب نقصًا للوقود في كابول. ظهرت مشكلة مفادها أن فصيل مسعود كان في معظمه من الطاجيك وأن باكستان تدعم فقط قبائل البشتون الإسلامية المتشددة. وعلى الرغم من ذلك، أرسل البريطانيون فريقًا للقاء مسعود – متنكرين بهيئة صحفيين، والتقوا بشقيق مسعود الذي تلقى تعليمه في بريطانيا، أحمد والي مسعود، في أحد فنادق بيشاور. ثم انطلقوا لعبور الحدود إلى أفغانستان حيث تعرضوا لإطلاق النار من السوفييت أو حلفائهم الأفغان قبل أن يلتقوا بمسعود في النهاية. كان الاجتماع ناجحًا، فقد منح البريطانيون مبلغًا كبيرًا من المال لمسعود وسألوه عما يحتاجه. وقال إنه يملك ما يكفي من الأسلحة، التي استولوا على معظمها من الروس وحلفائهم، لكن ما يحتاج إليه هو تدريب عسكري متخصص وأجهزة راديو وغيرها من الإمدادات ذات التقنية الرفيعة. وافق البريطانيون على دعم مسعود رغم تحديات الباكستانيين، وعلى إعداد عملية لتمويل وإمداد وتدريب قوات مسعود.